# Johann Lüneburg († 1531)
Johann Lüneburg (* ~ 1496 Lübeck; † 1531 ebenda) war ein Lübecker Ratsherr des 16. Jahrhunderts.

## Leben
Johann Lüneburg war Sohn des Lübecker Bürgers Joachim Lüneburg († 1529). Johann Lüneburg wurde 1525 Mitglied der einflussreichen Zirkelgesellschaft; die Annalen der Zirkelgesellschaft verzeichnen ihn zur Abgrenzung von anderen Mitgliedern gleichen Namens, z. B. Johann Lüneburg († 1529), mittelniederdeutsch als „Hans Luneborch de swarte edder stive“. Er wurde 1530, kurz vor Beginn der Wullenwever-Zeit, in den Lübecker Rat erwählt. Er war zweimal verheiratet, in erster Ehe mit Elisabeth, Tochter des Lübecker Bürgermeisters Heinrich Castorp, und in zweiter Ehe mit Anna Bruskow. Ihm gehörte das Gut Paddelügge.
Sein Bruder Ludeke Lüneburg wurde 1535 ebenfalls Ratsherr in Lübeck und heiratete eine Tochter des Ratsherrn Berthold Kerkring.